# Civray (Vienne)
Civray è un comune francese di 3 013 abitanti situato nel dipartimento della Vienne nella regione della Nuova Aquitania.

## Società

### Evoluzione demografica
Abitanti censiti